# Første del af Slaget ved Verdun
 Der er for få eller ingen kildehenvisninger i denne artikel, hvilket er et problem. Du kan hjælpe ved at angive troværdige kilder til de påstande, som fremføres i artiklen.

Første del af Slaget ved Verdun blev kendetegnet af minutiøs planlægning. Det var især artilleriet, der skulle komme til at spille en vigtig rolle i den første del af et af de mest berømte slag i 1. verdenskrig, Slaget ved Verdun.

## Det tyske artilleris rolle i offensivens første dage

### Tysk planlægning og forberedelse

#### Organisation
Ved Verdun stod 5. Armé, som var en af arméerne under den tyske kronprins. Det tyske feltartilleri, der bestod af i alt 1.257 pjecer, var organiseret i fem grupper. Disse stod opmarcheret i hvert sit afsnit, benævnt A, B, C og D samt VI. reservekorpsafsnit, dækkende fra nordvest til nordøst i en radius af ca. 15 km fra Verdun . Arméens hovedkvarter lå i Wittarville 30 km nord for Verdun, men blev på grund af fransk artilleribeskydning i offensivens første dage flyttet til Stenay, 40 km nordvest for Verdun, hvor det forblev under kampene om Verdun.

#### Ildledelse og samvirke
Ildledelsen forblev i 5. Armés overkommandos hånd hos generalmajor Schabel, idet overkommandoen havde valgt at lede ilden på et højt niveau, fordi en effektiv indsættelse og udnyttelse af den enorme mængde af batterier krævede centraliseret styring på arméniveau, således at unødvendigt spild af kræfter og ressourcer kunne undgås og maksimal koordination kunne sikres.
Dette blev dog ændret på offensivens tredje dag, idet en del af ildledelsen blev overdraget armékorpsførerne for at tilgodese infanteriets krav om fleksibel anvendelse af artilleri. På grund af de hurtige fremskridt, hvor en skydning enten skulle standses eller gentages med kort varsel, afhængigt af situationen, var ændringen en nødvendighed. Dog blev bekæmpelsen af befæstede stillinger i første linje, forter og nøgleterræn i dybden af den franske opstilling samt fremførelse af forstærkninger og forsyninger bag franskmændenes linjer varetaget af overkommandoen, der tillige overvågede samvirket mellem korpsenes artillerier.
For at sikre den vigtige forbindelse mellem artilleri og infanteri blev der udlagt felttelefonnet og udleveret både signalpistoler med aftaler om lyspistolkoder, specielt: "Forlæg ilden" og "Modangreb kommer", hvor den sidste skulle udløse en forberedt spærreild, og artilleriflagsæt, så infanteriet kunne identificere sig overfor fly- og ballonobservatører. Generalmajor Schabel indskærpede nødvendigheden af samvirke mellem artilleri og infanteri ved at pålægge førere op til regimentchefer i højere grad end normalt at oplyse sine undergivne enheder om artilleriets opgaver og anvendelse, for derigennem at garantere forbindelse og koordination. Herudover skulle forbindelsesofficerer og artilleriobservatører med felttelefoner kontinuerligt informere artilleriet om infanteriets fremgang for at undgå beskydning af egne tropper.

#### Stillingerne
Forberedelserne til offensiven – og specielt for artilleriets vedkommende – havde været omfattende og var påbegyndt i januar 1916 som et samarbejde mellem artilleri- og infanteripersonel. For VII. reservekorps vedkommende havde man følgende opgaver i forberedelsesfasen: Fuldendelse af forsvarslinje i forreste del af forsvarsrummet, bygning af beskyttelsesrum for 6.000 mand, vejvedligeholdelse og afgivelser til bygning af artilleriets stillinger. Disse stillinger var placeret i skovene og bag kreterne nord og nordøst for Verdun for at opnå skjul og dækning for de ellers sårbare pjecer. Denne opmarch af artilleri var, på trods af sit omfang, forløbet som planlagt, men havde kostet 30% af 5. Armés heste livet.

#### Ammunition
Problemer vedrørende fremføring af ammunition blev søgt imødegået ved at lægge en dags ammunitionsrate ved batterierne, to dages rater i terrænet nær ved batterierne og tre dages rater, der blev oplagt i frontafsnittets ammunitionsoplægninger. I alt seks dages rater i beskyttede oplægninger.
Herudover skulle supplering af ammunition i videst muligt omfang modsvare forbruget, men tyskerne forventede, at de i kvalitet og antal utilstrækkelige vejforbindelser ville medføre store vanskeligheder for genforsyningen. Transporten af ammunition, i alt 2.500.000 granater, startede den 12. januar og krævede 1.300 ammunitionstog indtil den 21. februar. Under offensiven bragte gennemsnitligt 33 tog dagligt ammunition frem til Verdunfrontafsnittets batterier.

#### Indskydning
Efter at de tungeste pjecer var blevet placeret i deres ildstillinger, påbegyndtes indskydningen den 8. februar med et batteri ad gangen for at hemmeligholde opmarchen og antallet af skytset. Opklaringspatruljer fra artilleriet udsendtes for at stedfæste målenes nøjagtige beliggenhed i franskmændenes forreste linje. I dybden af den franske opstilling var det observatører fra fly og balloner, der skulle fastlægge og betegne målene så nøjagtigt som muligt, for at indskydningen kunne foregå hurtigt med færrest mulige skud. 11. februar, dagen før den oprindeligt planlagte angrebsdato, var indskydningen af de tungeste pjecer tilendebragt efter planen.

#### Plan for ildens anvendelse
Befalende myndighed.
Planen for artilleriets anvendelse udgik fra 5. Armés overkommando til armékorpsene og korpsenes artillerigeneraler og indeholdt de almindelige sigte- og retningspunkter til mørningen af de franske stillinger samt bekæmpelsen af fransk felt- og fæstningsartilleri.
Ildregulering.
Planen for ildens anvendelse hvilede på tids- og ikke observatørreguleret skydning, idet usikkerheden i observatørregulering var større, og fordi røgudviklingen fra det forestående bombardement sandsynligvis ville umuliggøre observation. Batterierne skulle åbne ild og øge intensiteten efterhånden som de franske pjecer besvarede ilden. 
Kontraild.
Kontrailden havde høj prioritet, idet fjendens artilleri ville kunne standse infanteriet med spærreilden. Hvis stormen skulle være ved at mislykkes, var aftalen mellem de tyske førere, at artilleriet skulle lægge tyngde i kontrailden, mens infanteriet skulle forblive i stormstillingerne eller fastholde de besatte stillinger. Hvis bekæmpelsen af det franske skyts ikke lykkedes, skulle de erkendte stillinger beskydes med sennepsgasgranater, fortrinsvis fra 10 cm batterier. Den almindelige kontraild med brisantgranater skulle foretages af udvalgte 15 cm batterier.
Mørning.
Mørningsilden var planlagt til at omfatte et batteri à fire pjecer pr. 150 m skyttegrav i 1. linje og tungt krumbaneartilleri mod støttepunkter i 2. linje. De langtrækkende og tunge pjecer skulle bekæmpe trafikknudepunkter, forsyningslinjer og jernbaner, således at fransk genforsyning af ammunition og personel vanskeliggjordes eller i bedste fald blev standset.
På tidspunktet for infanteriets storm skulle ilden over de forreste linjer forlægges, og af hensyn til de tunge 21 cm mortérgranaters større sprængvirkning skulle forlægningen indledningsvis være på 500 m og herudover i forhold til infanteriets fremdrift.
Yderligere anvendelse af ilden.
Efter stormen skulle ilden benyttes til at afvise modangreb, til flankerende beskydning af fjendens blottede flanker og til at lægge spærreild bag endnu ikke erobrede områder, der stadig var under mørningsilden. Dette ville forhindre franskmændene i at fremføre forstærkninger eller foretage en tilbagegang.
Stillingsskifte.
Når infanteriet nåede linjen pkt. 344 – Beaumont – syd for Herbebois, en fremrykning på mellem 2,5 og 5 km, skulle artilleriet foretage stillingsskifte for fortsat at kunne støtte og nå nye mål længere mod syd. Stillingsskiftet skulle ske ved, at det lette artilleri skulle rykke frem støttet af de tunge batterier for derefter at kunne støtte de tunges fremdragelse.

## Kampene 21-26. februar 1916

### 21. februar 1916.
Den 21. februar om morgenen var vejret klart, tørt og køligt – ideelt vejr for artilleriobservatørerne, og på ordre fra 5. Armés overkommando åbnede de tyske batterier ild mellem kl. 7.10 og 7.20 og fortsatte mørningen af de franske stillinger, indtil stormen blev iværksat ud på eftermiddagen.
Målet for dagens angreb var at afsøge den franske front med stærke kamppatruljer for at danne grundlag for angrebene de følgende dage, hvor indbruddet skulle udvides.
Kl. 8.00 begyndte de tungeste tyske pjecer at skyde, og først nu havde de franske kanonbesætninger sundet sig og var begyndt at besvare den overlegne tyske ild, men den franske ild var utilstrækkelig i mængde og virkning, idet den byggede på gamle, forberedte skydninger mod mål, hvorfra tyskerne havde flyttet sig. På samme tid var næsten alle felttelefonforbindelser fra brigade og nedefter afbrudt, og ved middagstid skønnede general Beeg, at hovedparten af de franske batterier var blevet tilintetgjort, og at de resterende kun besad én eller enkelte pjecer. Dog øgedes den franske ild en smule i løbet af dagen, og den begyndte at ramme de tyske stormtroppers linjer.
Midt på dagen forlagde tyskerne pludselig ilden, og franskmændene, der troede at stormen ville komme, sprang op i deres forsvarsstillinger, rede til at møde fjenden. Dette var dog en list, der skulle vise de tyske observatører hvor der stadig var overlevende, og lidt efter blev de på ny bombarderet med en kraft, der vakte gru og overraskelse hos begge parter.
Den planlagte indramning af franskmændene lykkedes, og de tunge, langtrækkende pjecer vanskeliggjorde troppeforstærkning og ammunitionslosning på banegården i Verdun, mens det franske artilleri blev beskudt med gasgranater. De franske observatører kunne, som tyskerne havde forudset, ikke observere gennem røgen, og de flyvende observatører meldte, at det var umuligt at stedfæste de tyske batterier, idet skovene nord for Verdun syntes at stå i flammer på grund af mundingsglimtene fra skytset. Den hidtil usete kraft i bombardementet var en betydelig moralsk opmuntring for det tyske infanteri, idet chancerne for at fjenden havde overlevet ikke syntes store. Kl. 16 øgedes intensiteten af beskydningen, og kl. 17 forlagdes ilden, og infanteriet stormede i små grupper, i stedet for de skyttekæder, der var kendetegnende for andre slag i krigen. Kampene gjaldt de franske forposter, heriblandt de to jægerbataljoner under kommando af den legendariske oberstløjtnant Driant, der forsvarede Bois de Caures. Tyskerne opnåede ikke de store indbrud, for man havde med vilje undladt at "støde dybt" i forsvaret, idet man ønskede endnu en ildforberedelse, inden hovedangrebet skulle sættes ind de følgende dage.

### 22. februar 1916
Natten til den 22. februar forberedte tyskerne næste dags bombardement og angreb, mens franskmændene havde travlt med at bjærge resterne af deres ødelagte batterier og trække dem tilbage til mere holdbare positioner og udbedre deres stillinger. Kl. 7 åbnedes ilden, og ildforberedelsen fortsatte til kl. 12, hvor ilden forlagdes og infanteriet fra VII Reservekorps og XVIII og III Armékorps stormede mod de forreste franske linjer, heriblandt Driants to jægerbataljoner. Franskmændene påkaldte med signalraketter spærreild fra de tilbageværende 7,5 cm batterier, men denne udeblev. Forbindelserne med felttelefon var, som dagen før, blevet afbrudt tidligt. Dog lykkedes det i første omgang at standse de tyske fremrykninger med maskingeværild, men Driant kunne ikke holde sine ødelagte stillinger, der havde været under systematisk og konstant beskydning af de tyske 15 og 21 cm mortérer. 
Under tilbagegangen blev Driant dræbt, men det lykkedes at sinke tyskerne tilstrækkeligt til, at XVIII Armékorps ikke nåede målet for dagens operationer, sydkanten af Bois de Caures. På grund af den uventet seje modstand måtte de tre angribende tyske korps først på eftermiddagen afvente endnu et mørningsbombardement, og som planen for ildens anvendelse foreskrev, blev en forstærket kontraild iværksat. Det franske artilleri, der efter natten til den 22. februar syntes at være blevet lidt mere effektivt og organiseret i sit virke, kunne stadig kun yde en sporadisk modstand. De tyske fly havde fordrevet de franske fly og balloner fra himlen, hvilket medførte, at det franske artilleri måtte skyde på gamle, tidligere noterede mål i dybden af tyskernes opstilling. Kampene, der fortrinsvis gjaldt fronten fra Haumont over Bois de Caures til Herbebois kom i gang igen kl. 17, og de største fremrykninger skete mellem Flabas og Bois de Haumont. Disse fremrykninger medførte, at de forrest indsatte franske batterier måtte trække sig tilbage, og på trods af den tyske ild, skete det i en rimelig orden. De tyske kontraild medførte ligeledes, at de franske batterier, der endnu havde heste i live, måtte trække sig tilbage. 

### 23. februar 1916
Efter en nat med streng frost åbnedes ilden igen den 23. februar om morgenen. Tyskerne pressede meget kraftigt på, men alligevel iværksatte franskmændene modangreb (det største dog ikke omfattende mere end en bataljon), som oberst de Grandmaisons lære bød det. De blev dog hurtigt standset af en effektiv spærreild med 7,7, 9 og 10 cm pjecer. De tyske angreb kørte også fast, dog ikke på grund af artilleribeskydning, men på grund af en skyttegravslinje, der lå mellem hvad tyskerne troede var 1. og 2. linje. Denne linje var ikke kommet med på de ellers så omhyggeligt udarbejdede kort. Derfor havde den kun modtaget en brøkdel af, hvad de andre linjer havde modtaget af granater under ildforberedelsen. Tyskerne måtte gentage deres ildforberedelse, og dagens fremrykninger blev på trods af den svækkede modstander gennemsnitlig 1 km over hele fronten, som følge af denne forsinkelse. I løbet af dagen forlød der hos franskmændene rygter om, at byen Samogneux var faldet, hvilket medførte, at general Bapst ville tilbageerobre byen omgående. General Heer beordrede sine batterier til at beskyde den formodede mistede stilling forinden, og denne ild forstærkedes senere, idet nogle få nyankomne batterier bag Fort Vacherauville på vestbredden åbnede ild. De franske observatører så dog ikke, at de franske styrker, der stadig holdt Samogneux, affyrede grønne lyskugler, der betød "Stands skydningen". Ilden fortsatte og udslettede resten af styrken. Den 24. kl. 3 om natten besatte tyskerne byen efter at have afvist det franske modangreb. De franske batteristillinger på den østlige bred stod næsten på højde med infanteriet i forreste linje, og de måtte gå tilbage til uforberedte stillinger, hvor de var meget sårbare over for kontrailden. De nervøse franske artillerister på to kystbatterier sprængte deres 24 cm kanoner, mens de tyske 38 cm kanoner afbrød jernbaneforbindelsen til Verdun.
Franskmændenes situation var alvorlig, idet ingen batterier havde flere end tre pjecer og nogle havde kun én. Imidlertid havde de påbegyndt en opstilling af forstærkningsbatterier bag Côte de Marre, og disse var blevet indskudt mod Samogneux, hvortil der var god observation fra forterne på kreten til tyskerne i byen.

### 24. februar 1916
Den 24. februar nåede det tyske infanteri i løbet af dagen linjen, hvor iværksættelsen af artilleriets stillingsskifte skulle ske, men på grund af bombardementerne de foregående dage, var vejene ubrugelige, og det sønderskudte foranliggende terræn dækket af granathuller. Det grundigt planlagte stillingsskifte løb derfor i de følgende dage fast, idet det var blevet tøvejr, og de nye traktorer var for svage og for få til at trække pjecerne fri af mudderet, og mange af trækhestene var blevet dræbt. Til VII Reservekorps' artillerigeneral indløb der helt frem til den 28. februar meldinger fra tunge batterier, der havde problemer med at rykke frem og ind i de nye stillinger.
Imens fortsatte den beskedne franske opmarch af forstærkningsartilleri, og strømmen af personel, materiel og ammunition til Verdun steg langsomt, efterhånden som transporten på landevejen sydvest ud af byen blev organiseret. Det tyske infanteri begyndte i stigende grad at blive ramt af egen ildstøtte, og pjecer begyndte at eksplodere eller revne, idet de var blevet slidt under hele krigen og ikke mindst under de sidste dages lange bombardementer. Kanonbesætningerne begyndte at blive trætte og udmattede med unøjagtighed og lavere skudkadence til følge. Endvidere kunne det tyske træn ikke genforsyne hurtigt nok til, at de første dages ildtempo kunne opretholdes, og følgelig overlevede flere franskmænd ildforberedelserne, og flere tyskere omkom under angrebene i de følgende dage. Tyskerne så sig nødsaget til at indsætte nogle af de tungeste krumbanepjecer i form af 28 og 30,5 cm skyts mod Beaumont og Les Fosses for at kunne opnå den mængde ild, der ville kunne muliggøre angreb. Begge lokaliteter blev erobret og bragte tyskerne til foden af hovedfortet i fortkæderne omkring Verdun, det store Fort Douaumont.

### 25. februar 1916
Den 25. februar fortsatte de tyske korps deres angreb efter den normale ildforberedelse, der nu syntes at have mistet noget af sin overraskende virkning på infanteriet i de franske skyttegrave.
Artilleriet fra Côte du Marre standsede VII reservekorps' vestlige fløj, den 77. brigade, mens det tyske korpsartilleri var optaget af at beskyde de franske maskingeværstillinger og skyttegrave. Samtidig blev tysk kontraild vanskeliggjort på grund af det gode skjul og den gode dækning, som kreten ydede.
Samme aften tiltrådte den franske general Pétain, som overtog kommandoen over alle de ved Verdun værende styrker, herunder artilleriet, som han, på trods af en lungebetændelse, effektiviserede i de følgende dage ved at foreskrive koordinerede ildplaner og konstant skydning til opmuntring af infanteriet. Petains planlægning og styring kunne hurtigt mærkes hos tyskerne. Koncentrerede og systematiske skydninger mod veje og slugter påbegyndtes og virkede stærkt hæmmende for de tyske troppe- og ammunitionstransporter. Endvidere gennemførtes kontraild med 15,5 cm kanoner, der anrettede væsentlig skade på det tungeste tyske artilleri. Fra februar til juni mistede tyskerne ni af deres tretten 42 cm mortérer. Denne indsats nåede dog ikke at redde Fort Douaumont fra at falde.

### 26. februar 1916
Den 26. februar forsøgte tyskerne at udvide indbruddet omkring Fort Douaumont, men angrebene blev slået tilbage. Derimod blev franskmændene på Côte de Talou kastet tilbage, men de franske observatører kunne fra Côte du Marre, hvor 15,5 cm pjecerne var koncentreret, lede ilden mod tyskerne, der var helt udækkede.
I de følgende dage opnåede tyskerne på trods af store anstrengelser ingen resultater, idet situationen syntes at være stabiliseret. Alligevel fortsatte tyskerne presset, men den 6. marts opgav de for en tid at opnå nye store resultater på østbredden, idet det første af en række angreb blev iværksat på vestbredden.

## Analyse af tysk artilleriplanlægning og -forberedelse

### Organisation
Feltartilleriets opdeling i fem grupper i stedet for en enkelt, overordnet gruppes kontrol med al artilleri må være blevet valgt for at opnå et minimum af fleksibilitet.

### Ildledelse og samvirke
Kampene blev ikke udkæmpet af pansrede eller motoriserede enheder, men udelukkende af infanteri, der ikke havde store muligheder for manøvre, idet fjenden oftest havde sine stillinger lige overfor udgangslinjen i en afstand af få hundrede meter. Derfor kunne koordinationen af ild og bevægelse med fordel varetages af den øverste angribende enhed, idet alle dispositionsenhedernes manøvre var tilnærmelsesvis ens.
Ildledelsens centralisering og senere decentralisering viser de problemer, datidens ledere havde med at få tilstrækkelig sammenhæng og fleksibilitet i kampen. Kampene gennemførtes igen ved indsættelse af store mængder infanteri, der i modsætning til kampene 21. februar nu igen rykkede frem mod fjendens linjer i lange skyttekæder, idet formålet ikke længere var at stedfæste de franske stillinger, men at gennemføre regulære angreb. Pjecernes manglende mobilitet og pansring samt vanskelighederne med at lede ilden i forhold til den aktuelle taktiske situation medførte, at artilleriet ikke kunne fremdrages umiddelbart bag infanteriet, og derfor samledes det i stedet i store koncentrationer for at give de store mængder infanteri tilstrækkelig støtte, idet man regnede med, at det enorme opbud af artilleri overflødiggjorde koordination, idet alle mål jo ville blive nedkæmpet før eller siden.
Det viste sig dog i løbet af de første dage af offensiven, at de tre angribende armékorps ikke kunne holde trit med hinanden, idet modstanden ikke var ens over hele angrebsfronten. Derimod betød bekæmpelsen af mål i dybden af franskmændenes opstilling ikke noget for de umiddelbare igangværende kamphandlinger. Bekæmpelsen heraf var dog vigtig på længere sigt, idet en uforstyrret fransk forsyningstjenste ville gøre den franske modstand unødvendigt stærk og dermed udmatte alle tre angribende armékorps.
Samvirket, der skulle sikre koordinationen mellem batteriernes ild og infanteriets bevægelser krævede sikker identifikation og kommunikation. Den store mængde af artilleri skulle bane vejen for infanteriets angreb, og det krævede, at batterierne vidste hvor fjendens stillinger var, samt hvor eget infanteris forreste dele befandt sig. Under kampene, hvor brug af felttelefon ikke var mulig på grund af bevægelserne, benyttedes signalraketter og lyskugler til at informere observatørerne om, at ilden skulle forlægges eller en spærreild skulle iværksættes. Muligheden for at observatørerne ikke kunne se signalerne på grund af røg fra bombardementet, og fjendens artilleris mulighed for at stedfæste den rekvirerende enheds placering, var de risici, der var forbundet med denne form for kommunikation. Koordinationen hvilede endvidere på våbenarternes indbyrdes viden om hinandens opgaver og muligheder. Dette skulle hjælpe med til at få infanteristen til at føle, at han blev støttet og ikke domineret af artilleriet. På samme måde ville det kunne give artilleristernes indtryk af fællesskab med infanteriet, der ville kunne motivere artilleristen til yderligere omhu og effektivitet.

### Stillingerne
Artilleriets stillingsindtagelse uden at blive opdaget ville kunne give en ekstra fordel ud over den almindelige ildkraft, nemlig overraskelse. Franskmændene var dog klar over, at tyskerne var i gang med at forberede noget, men ikke i hvilken størrelsesorden.

### Ammunition
Planen for oplægning af ammunition og genforsyning skyldtes tidligere erhvervede erfaringer med vanskeligheder ved genforsyning. Oplægningen ville sikre, at der ville være en bufferperiode på omkring seks dage. Herefter ville batterierne være afhængige af kontinuerlig genforsyning, hvilket ville blive vanskeligt på grund af de små og få veje, der førte til Verdunfronten. Fra nord gik der kun én jernbane direkte til Verdunfronten, hvorimod jernbanenettet var veludbygget mod øst og nordøst, tæt ved grænsen til Tyskland.
Oplægningerne af ammunition var således afgørende for at gennemførelsen af de planlagte timelange ildforberedelser med mange batterier.

### Indskydning
Indskydningen af pjecerne var vigtig for at ilden kunne leveres på rette sted. Præcisionen havde betydning for virkningen af ilden i målet, idet anvendelsen af skyttegrave formindskede granaternes virkningsradius, og således ville en unøjagtig skydning kræve et unødvendigt stort
ammunitionsforbrug. Hemmeligholdelsen var vigtig, for at fjenden ikke skulle kunne tage modforholdsregler i form af fremdragelse af artilleri, kontraild, udbygning af forsvarsstillinger eller iværksættelse af angreb for at komme tyskerne i forkøbet. Derfor var det nødvendigt at lade ham tro, at den ild, der kom fra de indskydende pjecer, blot var en såkaldt foruroligelsesild, der ingen væsentlig betydning havde. Dette lykkedes for tyskerne, idet franskmændene stort set aldrig bevarede ilden. De var faktisk ikke klar over, at tyskerne havde indskudt, idet den franske generalstab anfører i sin redegørelse for tysk forberedelse, at tyskerne havde lagt tyngde i mængde og ikke præcisionen af sit artilleri, og derfor havde undladt at indskyde pjecerne. Tyskernes plan for indskydning som en del af planen for hemmeligholdelsen af offensiven må derfor siges at være lykkedes. Ligeledes lykkedes selve indskydningen, idet tidsplanen blev overholdt.

### Plan for ildens anvendelse
Ildregulering
Den store mængde af batterier krævede en styring, der virkede sikkert og præcist. 
Derfor valgte Arméens overkommado at bruge tids- og ikke observatørregulerede skydninger. Denne form for regulering er ikke så fleksibel som observatørregulation, idet udnyttelsen af en pludselig opstået fordelagtig situation ikke er mulig på grund af de lange kommandoveje med usikkert virkende kommunikationsmidler, og det vil ligeledes være vanskeligt at reagere hurtigt på en af fjenden iværksat overraskende handling, for eksempel et modangreb eller en overlevende maskingeværrede. Tidsreguleringen har derimod sin force i at være uafhængig af sårbare led, såsom observatøren og dennes signalforbindelse til batteriet eller en ildledercentral. Endvidere er den mindre påvirkelig overfor ydre påvirkninger, såsom nedsat sigt og fjendtlig beskydning og blænding. Kontinuiteten til sikring af fremdriften var derfor prioriteret højere end fleksibiliteten, hvilket skal ses i lyset af, at der var tale om tre angribende armékorps på én gang over en relativt lige front, hvilket medførte, at muligheden for fleksibilitet var lille, idet manøvrerne stort set var ens for alle korpsets enheder.
Kontraild
For at kunne gennemføre sine operationer er det nødvendigt at have handlefrihed.
Denne frihed opnår man bl.a. ved at holde fjenden nede, så hans observation og ildafgivelse vanskeliggøres, neutralisere ham, eller ødelægge ham, så han ikke kan fortsætte kampen. Franskmændenes muligheder for at standse tyskerne var at beskyde dem med artilleri og gennemføre kamp, enten fra stilling eller ved modangreb. Derfor måtte tyskerne prioritere, hvor tyngden i bekæmpelsen af hovedtruslerne skulle ligge: mod franskmændenes artilleri eller infanteri. En mellemliggende løsning blev valgt, og det kan tænkes, at det var, fordi den tillod noget af den fleksibilitet, som var ønskelig efter valget af den centraliserede ildledelse og ildregulering.
Løsningen tillod at kontrailden kunne justeres efter behov. Også i virkning kunne man regulere bekæmpelsen af fjendens batterier: sennepsgasgranaterne lå klar ved 10 cm batterierne, hvis brisantgranatbeskydningen ikke kunne slog til.
Mørning
Planen for bekæmpelsen af infanteriets stillinger med f.eks. 21 cm mortéren, der kunne skyde mellem et og to skud i minuttet, medførte, at mellem 300 og 600 svære granater ville ramme hver 40 meter skyttegrav. Tyskerne forventede da heller ikke, at der ville være tale om modstand af betydning efter en ildforberedelse af disse dimensioner. Forudsætningen måtte være, at virkningen i målet var ligefrem proportional med mængden af ilden, og at faktorer som tyngde, økonomi med kræfterne og overraskelse var sekundære.
Yderligere anvendelse af ildstøtten
Efter endt storm kunne tyskerne forvente modangreb, idet den franske hær lagde stor vægt på princippet om offensiven og nødvendigheden af straks at tilbageerobre tabt terræn.
Klargøring af spærreild mod mulige fjendtlige angrebsakser og "indramning" af endnu ikke erobrede stillinger skulle sikre egen handlefrihed og vanskeliggøre fjendens. Forudsætningen for denne anvendelse af ilden var afhængig af observatører og krævede derfor sikkert virkende signalmidler.
Stillingsskifte
Når et stillingsskifte blev nødvendigt, ville det være af stor betydning, at ildstøtten blev forstyrret mindst muligt. Derfor valgtes et delt stillingsskifte, hvor støtte var etableret inden udførelse af bevægelser, og hvor støtte til infanteriet stadig kunne pågå.

## Analyse af tysk anvendelse af artilleri, 21-26. februar 1916

### 21. februar 1916
Den tyske ildforberedelse begyndte hurtigt at give resultater ved at afbryde fjendens telefonnet og dermed vanskeliggøre hans føring. Efter yderligere nogle timers beskydning var det franske artilleri blevet hårdt medtaget, men kunne dog stadig virke, om end ikke som ønskeligt for forsvarerne. Den indlagte "finte", hvorved franskmændene afslørede, hvor der var overlevende, var kun mulig, såfremt ildreguleringen foregik på tid og var kontrolleret af en overordnet myndighed.
Ved dette simple virkemiddel lykkedes det tyskerne at få oplysninger om fjenden, der kunne nedsætte tabene for de senere angribende infanterister.
Ilden med de langtrækkende tunge pjecer mod kommunikationsknudepunkter og dermed den franske forsyningstjeneste var i princippet i modstrid med von Falkenhayns plan om at lade franskmændene forbløde, for jo flere tropper de kunne sende ud i de tyske kanoners ild, jo bedre ville Falkenhayns plan lykkes. Dette havde Falkenhayn dog accepteret, idet 5. Armé havde lagt offensive planer for operationerne, mens Falkenhayns krævede en mere defensiv holdning for, at så mange franskmænd som muligt kunne blive dræbt af artilleriet. Han mente dog at det ville være en fordel, hvis stormtropperne troede, at formålet med offensiven var at tage Verdun. Franskmændene blev hurtigt lammede, infanteriet var fanget i skyttehullerne, batterierne under gasgranatbeskydning og observatørerne kunne intet observere på grund af ildens voldsomhed.
Ved de opklaringsangreb, der skulle skaffe oplysninger om ildens virkning, fandt tyskerne ud af, at der på trods af den lange ildforberedelse stadig var overlevende franskmænd i skyttegravene. Forbindelsesgravene mellem skyttegravene var ødelagte, men selve skyttegravene kunne stadig yde beskyttelse mod det angribende infanteris geværkugler og håndgranater. General von Zwehl konkluderede, at på trods af ni timers ild med 48 stk. 21 cm mortérer med rigelig ammunition, var ødelæggelserne kun delvist lykkedes.

### 22. februar 1916
Natten gav franskmændene tid til at udbedre de værste af skaderne på deres stillinger. Ildpausen om natten var for tyskerne nødvendig for at kunne fremføre ammunition til den forestående dags bombardement. Ildforberedelsen var denne dag på fem timer, og franskmændene kom i den situation, at signalforbindelsen mellem artilleri og infanteri svigtede, så støtten udeblev. Benyttelsen af flyvende og ballonbaserede observatører gav ikke blot artilleriet mulighed for præcis ildafgivelse, herunder kontraild, men indebar også, at efterretningsmæssige oplysninger i form af fjendens manøvre eller opstilling kunne afsløres. Ildledercentraler opbyggede qua de indkommende skudordrer gode efterretningsbilleder og havde gode muligheder for ved indsættelse af sine batterier at bekæmpe fjenden, hvor han var farligst, og forlægge tyngden hurtigt mod pludseligt opståede trusler. Derfor var bekæmpelse af fjendens observatører vigtig, dels for at forhindre artilleribeskydning, dels for at begrænse fjendens efterretningsmuligheder.

### 23. februar 1916
Tyskernes anvendelse af centraliseret ildledelse kunne i visse situationer anvendes effektivt, for eksempel ved kontraild, mens andre situationer krævede, at ilden ikke kun kunne afgives efter en fast plan. Situationen ved Samogneux giver endnu et eksempel på, hvorledes signaltjenesten kunne svigte. Afbrydelsen af jernbanen ud af Verdun medførte, at franskmændene måtte bruge store styrker på vejvedligeholdelse og overvinde store transportproblemer i stedet for at kunne modtage forsyningerne med jernbanen. Beskydningen af tyskerne fra Côte du Marre tydede på, at den tyske kontraild ikke altid virkede lige effektivt.

### 24. februar 1916
Problemerne vedrørende stillingsskiftet skyldtes, at terrænet var for impassabelt til, at de tyske pjecer kunne komme frem i de nye stillinger. Pjecerne blev trukket, fortrinsvis af heste, og selv begrænset beskydning ville dræbe eller skræmme hestene og de udækkede artillerister og infanterister, der styrede eller skubbede på. Stillingsskifte er artilleriets eneste mulighed for at manøvrere, og da er det vigtigt, at mobiliteten og trækkraften er tilstrækkelig. Samtidig begyndte tegn på nedslidning af pjecer og personel at vise sig. Begge dele havde været særdeles belastet i de foregående dage, og enorme mængder af ammunition skulle genforsynes for at ildtempoet kunne opretholdes. En nedsættelse af ildtempoet ville skåne både materiel, personel og nedsætte forbruget af ammunition, men også give franskmændene større handlefrihed. Behovet for ild blev ikke mindre, tværtimod; tungere pjecer blev indsat for at opnå tilstrækkelig kraft til at bryde fjendens modstand.

### 25. februar 1916
Idet tyskerne for femte gang iværksatte mørningsbombardementet, havde den første tids overraskelse over ildens voldsomhed lagt sig. Den franske beskydning af tyske tropper på østbredden kunne tyde på, at kontrailden ikke fungerede efter hensigten, og dermed blev tyskernes handlefrihed stærkt begrænset. Der burde have fundet en omprioritering af ildens anvendelse sted, når fjendens artilleri kunne beskyde egne udækkede tropper. Den franske ild mod de tyske batterier var netop en prioritering af, hvad der var farligst for franskmændene, nemlig det tyske artilleri, og denne målrettede indsats kunne hurtigt mærkes hos tyskerne.

## Konklusion
Den tyske planlægning og forberedelse var grundig og blev gennemført som planlagt. Der syntes dog at være tvivl om, hvor tyngden i ilden skulle ligge: i mørningen af de franske stillinger og infanteri eller i kontrailden og bekæmpelsen af franskmændenes forsyningstjeneste bag de skyttegrave, som det tyske infanteri skulle forbi. Planen om at lade artilleriet virke ved sin simple kraft og mængde medførte, at anvendelsen af artilleriobservatører ville blive begrænset, eftersom reguleringen af ilden skulle ske på tid, og bombardementet ville vanskeliggøre observation. Hermed afskar tyskerne sig fra fleksibel og situationsbestemt anvendelse af ilden, som kunne medføre udnyttelse af pludseligt opståede fordelagtige situationer. I anvendelsen af artilleriet er mængden af ild ikke ligefrem proportional med resultatet, og måske kunne bedre resultater have været opnået ved at anvende koncentreret ild mod udvalgte mål, idet brugen af observatører ville kunne give en mere fleksibel ild. At den tyske artilleriild var afgørende for resultaterne, er der ikke nogen tvivl om. Med de lange bombardementer havde forsvarerne ikke nogen chancer over for de tyske angreb, men disse kunne have været mere succesfulde, hvis ikke opklaringen den 21. februar skulle have været gennemført, idet chokket over den første dags beskydning ville have givet tyskerne fordelen af overraskelsen. Overraskelsen skulle så have været udnyttet ved at fortsætte presset på forsvarerne og ikke give dem lejlighed til at reorganisere sig eller reparere deres stillinger. De faktorer, der gjorde, at tyskerne kun i løbet af de første dage kunne opnå fremskridt og derefter ikke kom videre, var således:
- God planlægning og forberedelse.
- Utilstrækkelige signalforbindelser under bevægelse. Udnyttelse af gunstige situationer skal ske straks og med størst mulig styrke. Ellers når fjenden at tage modforholdsregler.
- For lidt vægt på kontrailden og afbrydelsen af forsyningslinjerne. Hvis først det franske artilleri og forsyningstjenesten var brudt sammen, ville det tyske artilleri have afskåret infanteriet og været i stand til at koncentrere sig om at ødelægge de franske stillinger.
- Manglende opretholdelse af presset ved at videreføre ilden om natten. Selv ved begrænset ildintensitet ville franskmændene have haft svært ved at udbedre sine stillinger og fremføre forsyninger og forstærkninger til næste dags kampe, hvorved tyskerne ville have mødt svagere modstand.
- Manglende offensiv handling den første dag. Overraskelsesmomentet gik tabt.
- Manglende mobilitet. Ildstøtten skal kunne bevæge sig fra stilling til stilling på en sikker og hurtig måde for at sikre kontinuitet i ildstøtten.